# 鈴木愛梨
鈴木 愛梨（すずき あいり、1994年4月4日 - ）は、埼玉県三郷市出身のハンドボール選手。

## 経歴
東海大学時代は2014年の関東学生ハンドボール・秋季リーグで優秀新人賞を受賞。
2016年は秋季リーグで敢闘賞を受賞した。
2017年に日本ハンドボールリーグのプレステージ・インターナショナル アランマーレへ加入。背番号は「15」。
2018-19年シーズン限りでアランマーレを退団。

## 詳細情報

### 年度別成績
| 年       | チーム       | 試合 | フィールド 得点 | 率   | 7m    | 合計    | 警告 | 退場 | 失格 |
| -------- | ------------ | ---- | --------------- | ---- | ----- | ------- | ---- | ---- | ---- |
| 2017-18  | アランマーレ | 24   | 29/69           | .420 | 17/24 | 46/93   | 1    | 2    | 0    |
| 2018-19  | アランマーレ | 24   | 54/105          | .514 | 0/1   | 54/106  | 1    | 2    | 0    |
| JHL：2年 | JHL：2年     | 48   | 83/174          | .477 | 17/25 | 100/199 | 2    | 4    | 0    |

- 各年度の太字はリーグ最高

### 記録

#### 日本ハンドボールリーグ
- フィールドゴール初得点：2017年9月10日、対広島メイプルレッズ戦（アルビス小杉総合体育センター）[6]
- 7mスロー初得点：2017年9月23日、対HC名古屋戦（豊田合成アリーナ）[7]

### 背番号
- 15 (2017年 - 2019年)